# Arteră celiacă
Artera celiacă( /ˈsiːli.æk/ ), de asemenea, cunoscută și  sub numele de trunchiul celiac sau coeliacus truncus, este prima ramură majoră a aortei abdominale. Este aproximativ 1,25 cm lungime. Ramificându-se din aortă la nivelul vertebrei toracice 12 (T12) la om, aceasta este una dintre cele trei ramuri anterio-mediane ale aortei abdominale (celelalte sunt arterele mezenterice superioare și inferioare).

## Anatomie
Există trei diviziuni principale ale arterei celiace și fiecare are la rândul său propriile ramuri numite:
| Artera                 | Ramuri |
| artera gastrică stângă | ramură esofagiană, ramură stomacală                                                                            |
| artera hepatică comună | artera hepatică adecvată, artera gastrică dreaptă, artera gastroduodenală                                      |
| artera splenică        | artera pancreatică dorsală, arterele gastrice scurte, artera gastroepiploonică stângă, artera pancreatică mare |

Artera celiacă poate da naștere și arterelor frenice inferioare.

## Fiziologie
Artera celiacă furnizează sânge oxigenat ficatului, stomacului, esofagului abdominal, splinei și jumătății superioare a duodenului,cât și pancreasului. Aceste structuri corespund 
ectodermului embrionar. (În mod similar, artetă mezenterică superioară și arteră mezenterică inferioară structurilor rezultate din mezodermul și respectiv din endodermul embrionar. Rețineți că aceste trei ramuri anterioare ale aortei abdominale sunt distincte și nu se pot substitui una pe cealaltă, deși există conexiuni limitate între ramurile lor terminale).
Artera celiacă este o sursă esențială de sânge, deoarece interconectările cu celelalte artere majore ale intestinului nu sunt suficiente pentru a susține o perfuzie adecvată. Astfel, nu poate fi legată în siguranță la o persoană vie, iar obstrucția arterei celiace va duce la necroza structurilor pe care le irigă.

### Drenaj
Artera celiacă este singura arteră majoră care hrănește organele digestive abdominale care nu are o venă denumită în mod similar.
Majoritatea sângelui care se întoarce din organele digestive (inclusiv din zona de distribuție a arterei celiace) este deviat către ficat prin sistemul venos port pentru prelucrare ulterioară și detoxifiere în ficat înainte de a reveni la circulația sistemică prin venele hepatice.
Spre deosebire de drenajul structurilor intestinului mediu și intestinului posterior de către vena mezenterică superioară și respectiv vena mezenterică inferioară, revenirea venoasă din artera celiacă se face fie prin vena splenică care varsă în vena portală hepatică sau prin afluenți mai mici ai sistemului venos portal.

## Imagini suplimentare

Volumul animat a făcut scanarea CT a vaselor de sânge abdominale și pelvine.
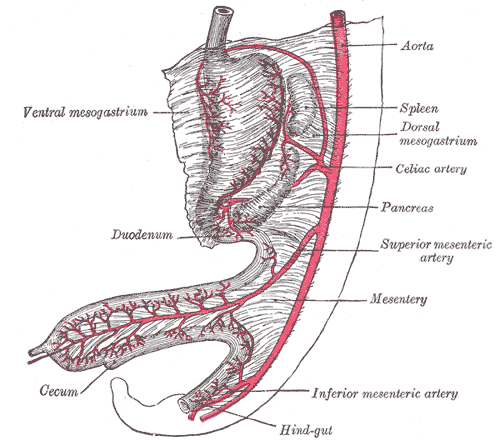
[en→ro]Abdominal part of digestive tube and its attachment to the primitive or common mesentery. Human embryo of six weeks.
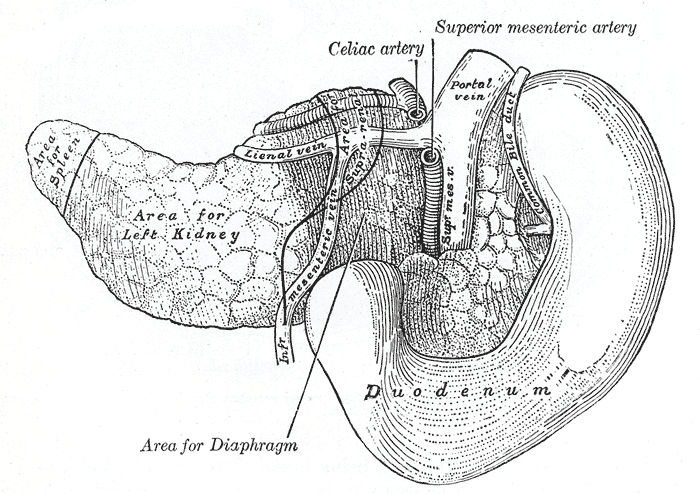
[en→ro]The pancreas and duodenum from behind.
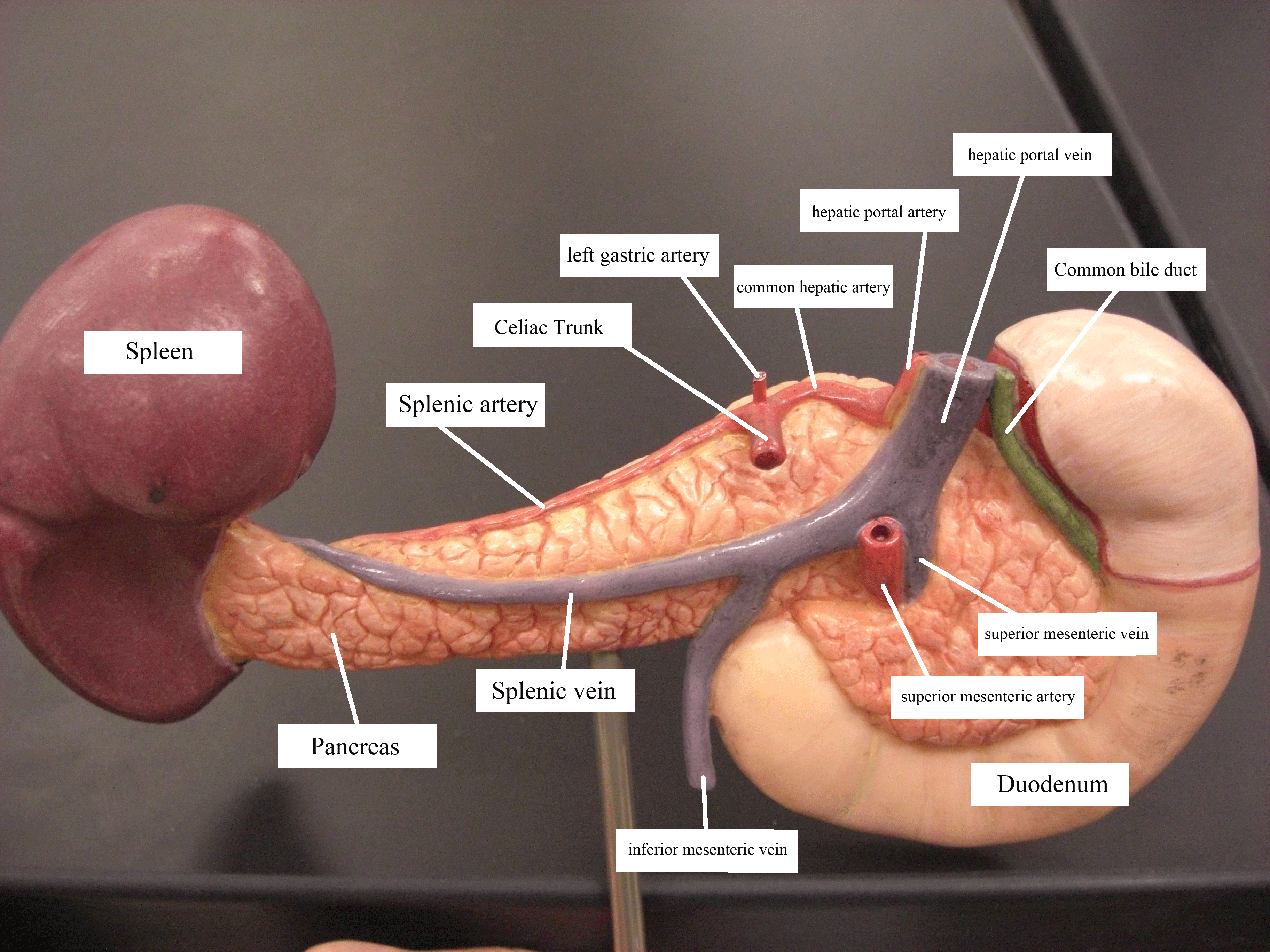
[en→ro]Arteries and veins around the pancreas and spleen.